# Eielson Air Force Base
Eielson Air Force Base est une base de l'United States Air Force située près de Fairbanks en Alaska.

## Historique
Elle a été nommée en l'honneur de l'aviateur américain Carl Ben Eielson (1897-1929) qui a réalisé le premier vol transarctique. Elle est connue au niveau international par les exercices Red Flag – Alaska (en) qui réunissent plusieurs forces aériennes en Alaska sur cette base et celle d'Elmendorf Air Force Base.
Dans le cadre programme d'énergie nucléaire des forces armées des États-Unis, un appel d'offres pour un mini-réacteur nucléaire devant entrer en service d'ici 2027 est publié.

## Principales unités
Elle abrite le 354th Fighter Wing des Pacific Air Forces et le 168th Wing (en) (168th Air Refueling Wing jusqu'en 2016) de la Garde nationale aérienne de l'Alaska.
Mi-2022, le 354th Fighter Wing est doté de 54 F-35A et, selon un site spécialisé, de 19 F-16C et 2 -D, ces derniers dans le 18th Aggressor Squadron (en) d'entrainement.
En septembre 2022, un appel à proposition pour équiper et mettre en œuvre d’un micro-réacteur nucléaire d'aéroplanes d'ici 2027 est émis.

## Démographie
| 2000  | 2010  | - | - | - | - |
| ----- | ----- | - | - | - | - |
| 5 388 | 2 647 | - | - | - | - |

## Galerie

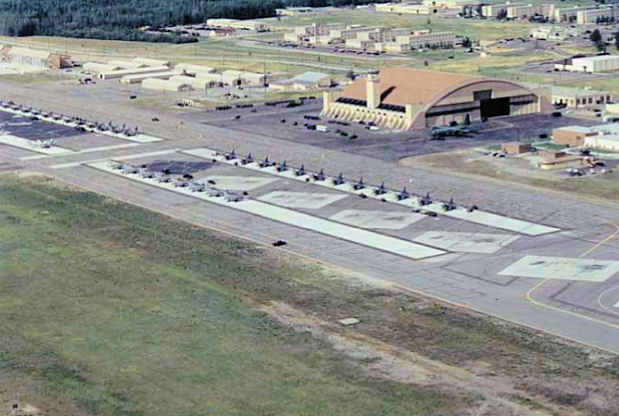
Vue d'Eielson Air Force Base.
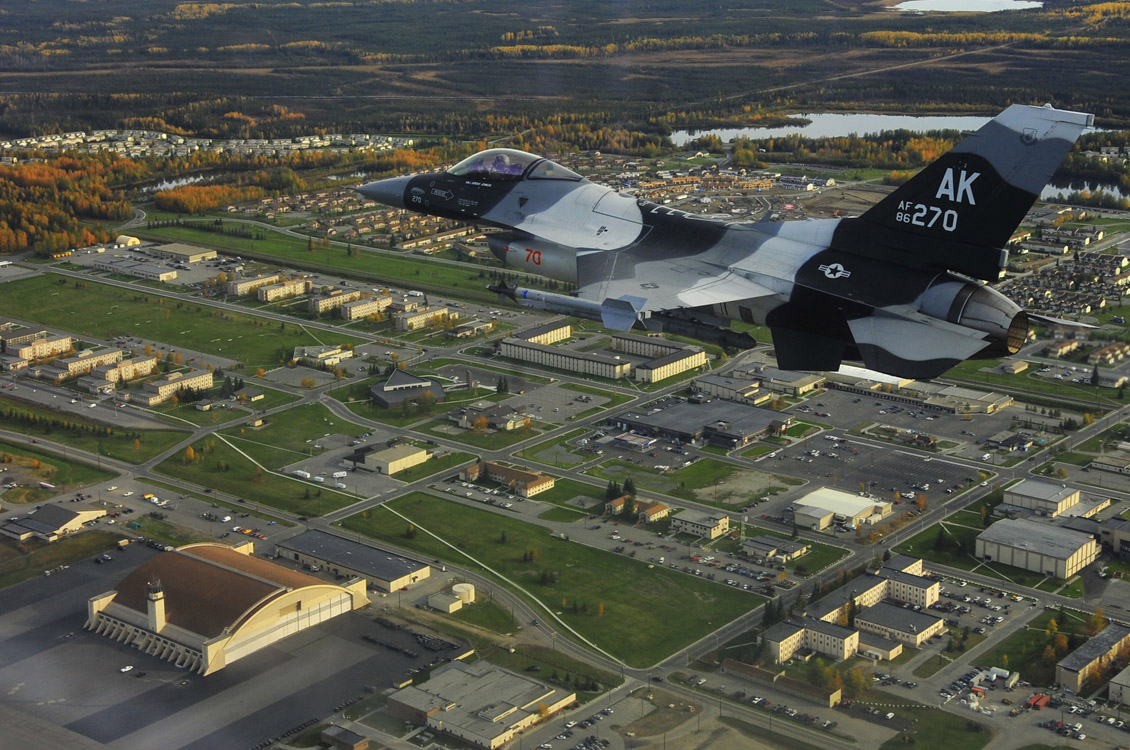
F-16C 86-270 18th Aggressor Squadron survolant Eielson AFB
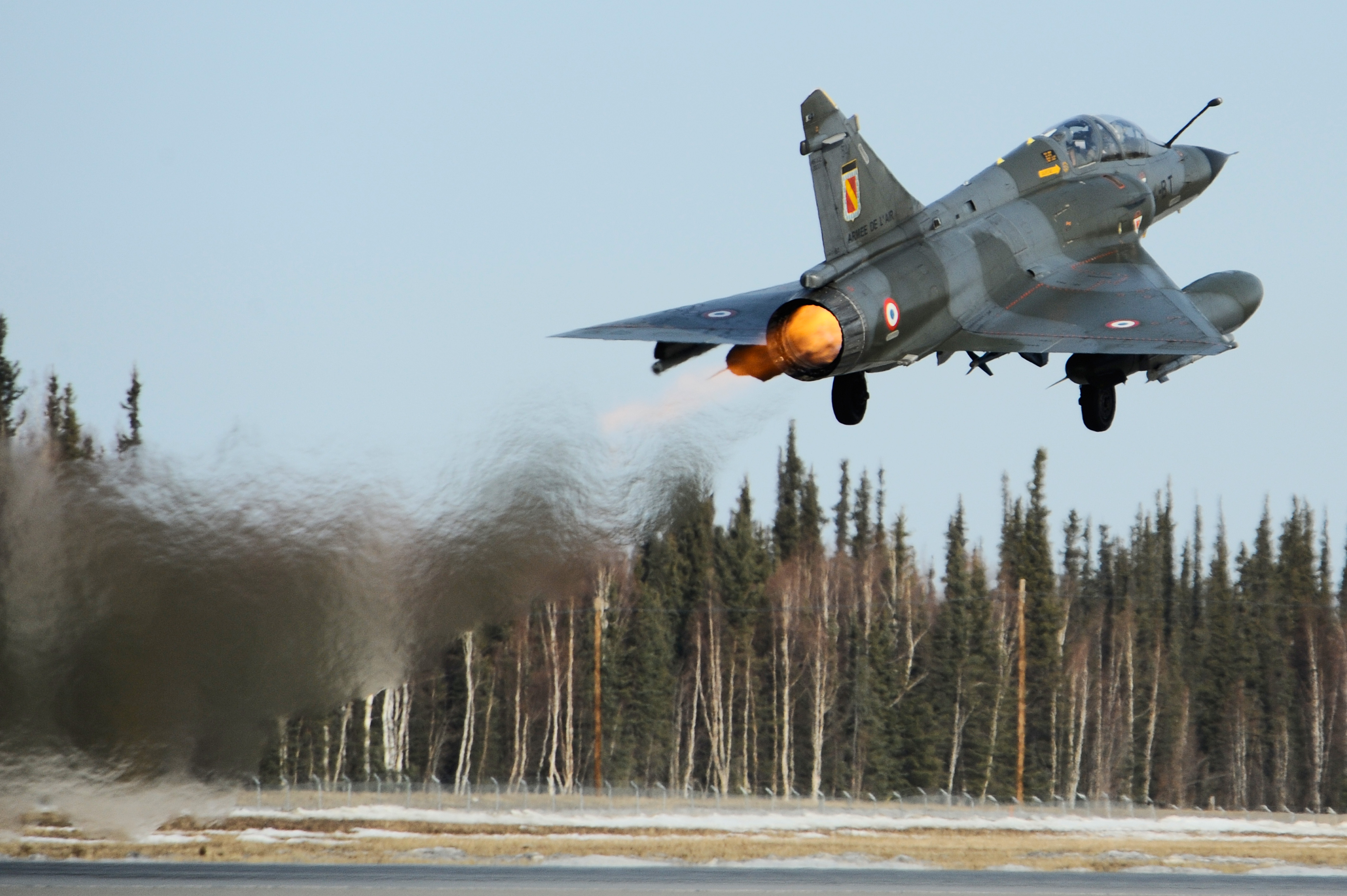
Mirage 2000N de l'Escadron de Chasse 2/3 Champagne à Eielson AFB durant l'exercice Red Flag Alaska 09-2